# Obshchy Syrt
Le Obshchy Syrt (en russe : Общий Сырт) est un haut plateau de Russie.

## Description
Il commence au nord de Orenbourg comme une partie de l'Oural et se prolonge dans le sud-ouest, à l'est de la Volga, formant ainsi la ligne de partage des eaux entre la Volga et l'Oural et la frontière entre Europe et Asie.
Son altitude avoisine les 500 m. Le Obshchy Syrt est couvert de plantes décidues à l’exception du sud aux environs de la dépression Caspienne dont le paysage caractéristique est la steppe.